# Alchemilla westermaieri
Alchemilla westermaieri är en rosväxtart som beskrevs av Pierre Jacquet. Alchemilla westermaieri ingår i släktet daggkåpor, och familjen rosväxter. Inga underarter finns listade i Catalogue of Life.